# Honda MH02

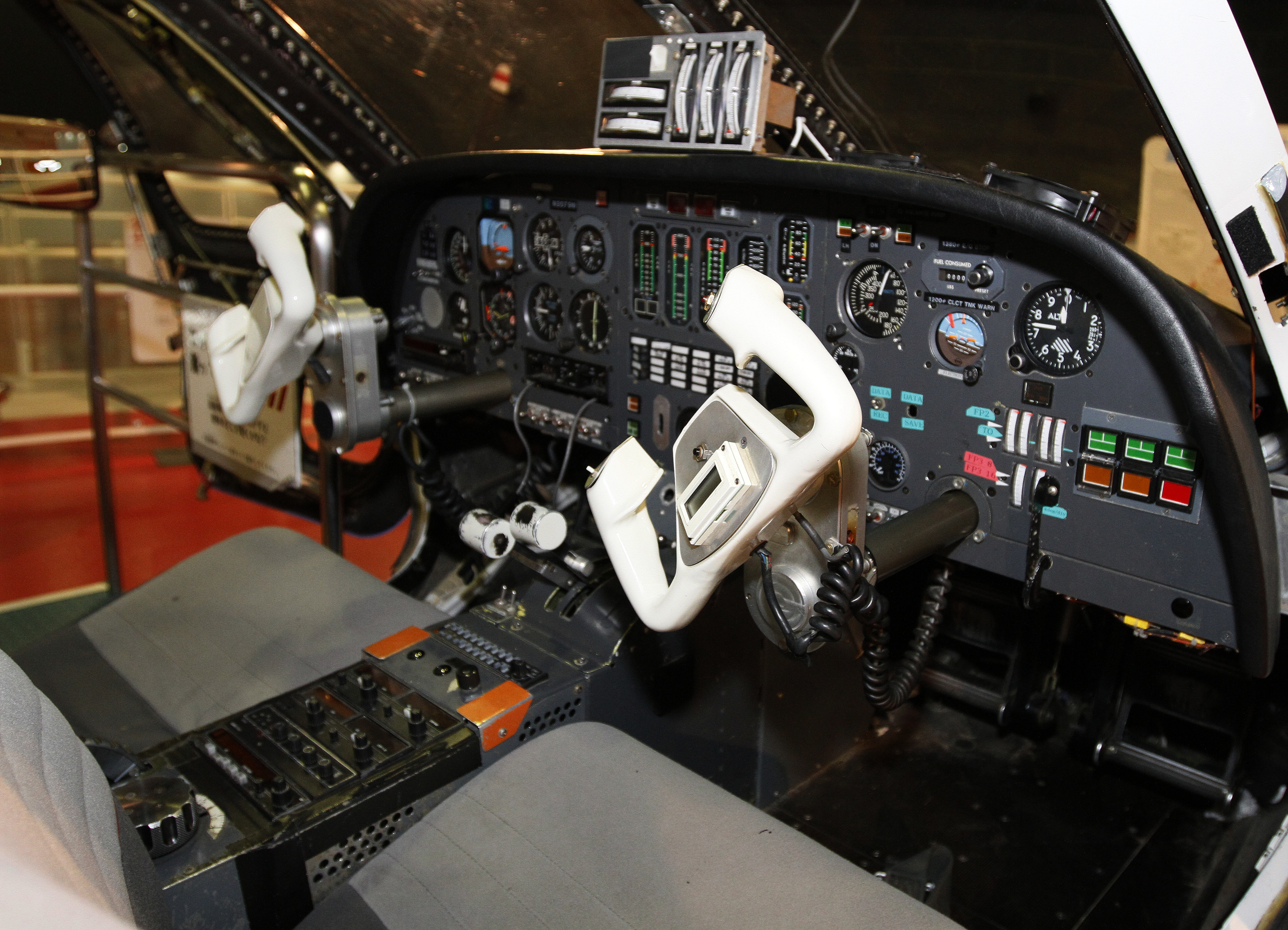
MH02's cockpit

El MH02 fue un avión jet experimental construido por Honda, en cooperación con la Universidad estatal de Misisipi, para la investigación del emplazamiento de los motores y la fabricación de materiales compuestos. El prototipo se finalizó en 1992, realizando su primer vuelo el 5 de marzo de 1993.
Honda nunca pretendió sacar el MH02 a producción, aunque desde 1996 realizó unas 170 horas de vuelo. Hay que destacar la configuración poco usual de los motores sobre las alas, y características de diseño como la cola en forma de T y las alas invertidas.

## Especificaciones

### Características generales
- Tripulación: 2 pilotos, 6 pasajeros
- Longitud: 11,25 m
- Envergadura: 11,24 m
- Altura: 4,18 m
- Máximo peso al despegue: 3.600 kg
- Motorización: 2 motores Pratt & Whitney JT-15D-1 de 5,9kN cada uno

### Rendimiento
- Velocidad máxima: 654 km/h